# Понтезабато (Авелино)
Понтезабато је насеље у Италији у округу Авелино, региону Кампанија.
Према процени из 2011. у насељу је живело 42 становника. Насеље се налази на надморској висини од 272 м.